# Східний (зупинний пункт)
Схі́дний — пасажирський зупинний пункт Полтавської дирекції Південної залізниці на електрифікованій лінії Люботин — Полтава між зупинним пунктом Дублянщина (2 км) та станцією Полтава-Південна (1,2 км). Розташований на північно-східній околиці міста Полтави, у Подільському районі, на межі місцевостей Новобудова та Дублянщина.

## Історія
У 2005 році проведена реконструкція зупинного пункту Східний. У 2008 році електрифікований змінним струмом (~25 кВ) в складі Полтавського залізничного вузла.

## Пасажирське сполучення
На платформі Східний зупиняються приміські електропоїзди напрямку Гребінка — Полтава — Огульці.